# Comedy Live
Comedy Live is een humoristisch programma dat van april tot en met juni 2011 door BNN op televisie werd uitgezonden. In het programma blikte Jan Jaap van der Wal door middel van sketches en parodieën terug op de afgelopen week, hierbij terzijde gestaan door onder anderen Henry van Loon, Jennifer Hoffman, Remko Vrijdag en Martine Sandifort. De show werd wel omschreven als een Nederlandse variant op het gelauwerde Amerikaanse programma Saturday Night Live.
Sinds Paul de Leeuws vertrek uit het weekend werden er verschillende programma's naar het weekend verschoven. In april namen De beste zangers van Nederland en Comedy Live de zaterdagavond over. Zoals de titel al aangeeft, betreft het een programma dat live werd uitgezonden.
De eerste reeks zou bestaan uit twaalf afleveringen, waarvan er in het voorjaar zes op de buis zijn verschenen. De overige uitzendingen zouden volgen in het najaar van 2011. Deze zijn er echter nooit gekomen: naar aanleiding van de tegenvallende kijkcijfers werd besloten om een nieuw soortgelijk BNN-programma te produceren dat niet op de zaterdagavond op Nederland 1 wordt uitgezonden, maar maandagavond op Nederland 3. Deze show, getiteld Vrijdag op Maandag, werd vanaf november 2011 uitgezonden.

## Medewerkers
De muzikale begeleiding in Comedy Live werd verzorgd door een liveband. Elke uitzending werd mede gepresenteerd door een Bekende Nederlander. Onder meer Henny Huisman en Joris Linssen hebben hun medewerking aan het programma verleend. De vaste krachten, naast Jan Jaap van der Wal, waren:
- Bas Hoeflaak
- Jennifer Hoffman
- Henry van Loon
- Murth Mossel
- Kirsten Mulder
- Sander van Opzeeland
- Martine Sandifort
- Lies Visschedijk
- Remko Vrijdag

## Gastpresentatoren
- 4 juni: Patty Brard
- 28 mei: Henny Huisman
- 21 mei: Emile Roemer
- 7 mei: Najib Amhali
- 30 april: Mark Tuitert
- 23 april: Joris Linssen

3 op Reis ·
Afkicken ·
De allerslechtste echtgenoot van Nederland ·
Atletico Ananas ·
AVRO's Sterrenslag ·
Baby te huur ·
De Badgasten ·
De beste ·
Bitches ·
Bloed, Zweet en Luxeproblemen ·
Break Free · 
Cash Cab ·
Comedy Live ·
Costa! ·
Crazy 88 ·
Dennis en Valerio vs de rest ·
Dennis vs Valerio ·
Doe Maar Normaal ·
Egoland ·
Feuten ·
Finals ·
Floortje en de ambassadeurs · 
Floortje naar het einde van de wereld ·
Get Smarter in a Week ·
Golden Oldies ·
De Grote Donorshow ·
Hey DJ ·
Je zal het maar hebben ·
Je zal het maar zijn ·
Kannibalen ·
Katja vs Bridget ·
Katja vs De Rest ·
Kebab TV ·
De Klimaatpolitie ·
Lama gezocht ·
De Lama's ·
Lijst 0 ·
Loverboys ·
MaDiWoDoVrijdagshow ·
De Man met de Hamer ·
Mystery Party ·
De Nationale Eettest ·
De Nationale IQ Test ·
Neuken doe je zo! ·
De Nieuwste Show ·
Nu we er toch zijn ·
Onderweg naar Morgen ·
Over Mijn Lijk ·
Ranking the Stars ·
Rat van Fortuin ·
Ruben vs Geraldine ·
Ruben vs Katja ·
Ruben vs Sophie ·
Het schnitzelparadijs ·
De School ·
De slechtste chauffeur van Nederland ·
Sluipschutters ·
Smeris ·
De Social Club ·
Spuiten en Slikken ·
De Stalkshow ·
StartUp ·
Sterretje Gezocht ·
Stop in the Name of Love ·
Tessa ·
Tequila ·
Top of the Pops ·
Try Before You Die ·
Van God Los ·
Vier handen op één buik ·
VOC ·
Vrijdag op Maandag ·
Waar kan ik je 's nachts voor wakker maken? ·
Walhalla ·
Weg met BNN ·
De Zeven Zeeën